# Estació d'Esparreguera
|  | Per a l'estació de Rodalies vegeu Estació d'Esparreguera (LOF) |

Esparreguera era una estació del Telefèric d'Olesa a Esparreguera que comunicava Esparreguera amb la veïna localitat ďOlesa de Montserrat. L'estació està situada al sud del nucli urbà d'Esparreguera a la comarca del Baix Llobregat i funcionà entre el 2005 i el 2012.
El telefèric formava part de la Línia Llobregat-Anoia i tenia la mateixa tarifació que la resta de la línia.